# 議程2010
《議程2010》（德語：Agenda 2010）是德國社會安全（福利）體系改革與勞動市場改革的一大計畫，2003至2005年間由德國社會民主黨和德國綠黨共組的聯合政府大力推動。其最重要的內容，甚至十年之後（2013）仍最熱門、影響德國社會安全與福利制度最深遠的的改革議題，是所謂的「哈茨一到四方案」，尤其是「哈茨四」裡面關於失業保險和基本安定津貼（德語：Grundsicherung）的部分。
《議程2010》這名稱直指歐盟的另一計畫。歐盟各國領袖2000年時於葡萄牙舉行了一場特別高峰會，決議依據所謂的《里斯本戰略》要打造歐盟到2010年成為「全世界最具競爭力、最有動能的知識經濟領域」。

## 源起、討論經過與執行
時序跨過2000年之後，剛上路的歐元區經濟表現停滯，德國的GDP成長率連續3年在零上徘徊，2003年預測將負成長，失業人數突破400萬（超越7%）。景氣不佳使政府稅收大減，加上大量失業使得社會安全體系（失業保險、貧困救助）負擔沉重瀕臨崩盤，老年化社會的隱憂終於在戰後嬰兒潮紛紛退休，生育率世界第一低的夾擊之下，使得退休金支付爆增、收入銳減。其他還有東西德合併後，必須長年投注大筆資金拉抬前東德各邦的生活水準；德國歷史悠久，向來被稱羨的優沃勞工保障和社會保險反而成為企業在不景氣時投資的顧慮……等等。當時的德國竟然被視為「歐洲病夫」（德語：kranker Mann Europas）。時任德國總理的施洛德認為「不能再這樣下去」。
施洛德政府在2002年初委託由企業家Peter Hartz領銜的「哈茨小組」研議改造勞動市場、促進就業、減少社福支出的方案，該小組在2002年8月完成研究，發表了「哈茨方案」。2002年底國會大選後，施洛德連任為第15屆總理，德國素負盛名的經濟智庫「貝特曼基金會」發表了《給新政府頭100天的經濟政策建言》，這份國是建言並刊登在德國極具公信力的經濟學期刊《Capital》上，許多建議被新政府採納。「哈茨方案」加上這份一百天建言，再加上施洛德在第14屆總理任期時與英國首相東尼·布萊爾共同發表的施洛德-布萊爾-白皮書，便成為《議程2010》的核心內涵。
2003年3月14日，施洛德以總理身分在國會發表施政演說，正式宣佈《議程2010》：「這計畫將在2010把國家帶到福祉和就業的巔峰！」關於《議程2010》的目標，施洛德特別強調「改善基礎條件，帶來更多的經濟成長，創造更多的就業」，以及「社會國的轉型與更新」。不過他這番宣言裡也高聲疾呼：「我們要削減國家支出，敦促個人自己負責生活，每個人都要為自己付出更多！」「降低失業給付以刺激求職之努力！」「之前有賺，社會福利才能給！」。不過各面向的相關措施都帶來嚴重的爭議，就連自家社民黨裡都有反對者。
社民黨裡堅守左派立場的多位國會議員和黨員於4月發起異議連署「給SPD高層：我們才是黨！」。施洛德對此迅速反應，召開6月1日的黨代表特別大會，宣示若黨不支持《議程2010》他就辭去德國總理，社民黨聯邦層級理事會以《議程2010》為內涵所提出的黨綱修正案因此獲得80%支持通過；然後綠黨在6月14、15日的黨代表大會上也以90%高票通過支持《議程2010》。上述社民黨內部的異議連署，在施洛德的強勢之下沒能獲得認同，部分幹部因此退黨自立門戶，兩年間社民黨流失數萬黨員。
此計畫的大部分內容受到在野黨的支持，包括基督教民主聯盟/基督教社會聯盟（德語：CDU/CSU）和自由民主黨（德語：FDP）也積極參與發展。在施洛德卸任後，繼任聯邦總理安格拉·梅克爾2005年11月30日發表的就職演說裡提到：「我個人要對前任總理施洛德表示感謝，他用《議程2010》勇敢、果決地撞開了改革的大門，並排除萬難貫徹了。」

## 措施

### 資方優惠
《議程2010》落實了幾項對資方特別友善的優惠政策理念：因為在市場經濟中國家不可能下道指令就創造出職缺，也不應該透過公共支出來穩固既有職位或創造新職缺，只能透過經濟優惠措施，給私人投資者誘因去加強投資，從中創造新的職缺。
- 降低薪資附加成本（德语：Lohnnebenkosten），例如：退休保險、健康保險、失業保險、各種社會保險的雇主負擔部分。
- 鬆綁解僱限制：主要針對五人僱員以下的小型公司以及手工業者，放寬其解雇保障法的相關規定，使人事成本調度較為自由。
- 降低手工行業者開業門檻：修改《手工業法（德语：Handwerksordnung）》，日後大部分的手工行業（具有高度危險性者例外，如電工，配鏡驗光師等）將無須技師證書（德语：Meisterbrief）也能自行開業，以增加就業機會和增加投入手工行業的誘因。同時,也引進國際認證系統以確保技術品質。

### 降稅刺激內需
從2004年開始，個人所得稅的稅率將進行調降，最低稅級稅率從2003年的19.9%，逐年到2009年調降為14%；最高稅級稅率則自2003年的48.5%，逐年到2005年調降為42%；而2007年在原本的最高級（應稅所得52,152歐元起）上面再加一級（應稅所得25萬1歐元起），稅率為45%。
此外，所得稅基本扣除額也從2002年的7,235歐元，2004年調高到7,664歐元，2009年調高到7,834歐元，2010年調高到8,004歐元，2013年調高到8,130歐元，2014年預定調高為8,354歐元。預計以低收入者受惠最多。

### 勞動市場
最重要的指導精神是：「扶助並要求」（Fördern und Fordern），「叫每個能工作的人都去找工作」，反過來說，「不努力的人，社福給付就會被縮減」。增加就業，便能增加自己負責生活的人，增加稅收，增加社會保險的收入，減少社福領取者；在良好的想像中，一切社會問題和財政問題都能因就業而減輕、解決。
- 縮短失業保險金（德語：Arbeitslosengeld，又稱：「失業金一」）的給付期間：最多只能領12個月，55歲以上者才可能延長。
- 取消給失業找工作者的「失業救濟金」（德語：Arbeitslosenhilfe），啟用適用範圍更廣的「失業金二」（德語：Arbeitslosengeld II，俗稱「Hartz IV（德语：Hartz IV）」），給付水準調低到跟窮困者的社會救助（德語：Sozialhilfe)一樣，與之並列為基本安定津貼（德语：Grundsicherung）的四種類型之二。
- 原則上只要現有收入（不管是低薪工作（通常是依賴打工維生者）、「失業金一」［不過這情況很少見，因為「失業金一」有上份工作的60%］、或沒收入）不足以應付「最低生存需求」者，皆能申請「失業金二」（不一定要失業，所以「失業金」這名稱有點誤導）。申請此津貼的人，必須公開財產狀態，包括老年儲備（例如保險）和子女的存款，前者以避免購買過多的養老保險，後者以避免父母將財產移轉給子女，總之防堵「偽裝成」現在生活困難之情形。（請領條件、養老保險和子女儲蓄的寬限值，詳見德文維基條目：Arbeitslosengeld II（德语：Arbeitslosengeld II））
- 領取「失業金二」者在求職時，不能對新工作太挑剔。只要是「合理可期」（德語：Zumutbarkeit）的工作都必須接受，無故拒絕會被減發甚至停止給付（日常生活補貼的部分：第一次減30%，第二次減60%，第三次完全取消。長期支出補貼不受影響，例如房租、暖氣）。「合理可期」的條件相當寬鬆，基本上只要不違反善良風俗的工作都屬於合理可期，例外：失業者的健康因素不容許做此工作，或者做此工作會嚴重影響他未來回到先前類似的工作職位，或者嚴重影響他對子女或家屬的照護。
- 尚有工作能力的失業者，由「聯邦勞動局（德语：Bundesagentur für Arbeit）」輔導職訓和工作仲介。
- 擴大迷你工作的適用範圍，包括提高薪資上限，以及允許在家庭中僱用迷你工作的幫傭。並將迷你工作者強制納入法定健保、職業災害險與法定退休保險，保險費率低於全職工作，只由雇主負擔，而且雇主負擔費率甚至比僱用全職員工時更高（但因薪水低很多，所以金額也低）。受僱人得自由選擇要不要自行加保超出法定費率的部分，直到跟全職工作一樣。這使得迷你工作者增加了保障。
- 擴大勞動派遣之適用：成立人力服務處（德语：Personal-Service-Agentur），也就是政府的勞動派遣部門，負責媒合失業者與企業。透過行政契約，在補助企業向政府取用派遣人力的同時，科予業者改善被派遣人處境之義務，以輔導失業者先取得工作，能部分靠自己能力生活，再逐步邁向正職。既有的民間勞動派遣業者也可以向PSA申請同樣的補助方案。不過PSA成效不彰：勞動派遣的借雇方大多不能遵照約定，將派遣人力轉正職；甚且許多民間派遣業者濫用補貼制度，9個被派遣者中只有一個是真的被派去工作。所以才三年，2006年就不再要求各行政區設立PSA，而各行政區出於預算考量，也漸漸停止此一業務。[3]

### 技職教育
- 政府將與工商協進會(Wirtschaftsverband)以及工會等合作，讓大型企業能夠提供青少年學生更多的實習機會。目前德國提供實習機會的企業多為中型企業和手工行業者。
- 業界裡經驗嫻熟的工人也能充當技職教師

### 一般教育
德國的小學生在國際學生能力評估計劃（PISA）的表現多年敬陪末座，引起全國一片檢討教育體制的聲音。除了小學教育以外，高等教育漸漸失去優勢。人力資源既為國家重要資產，投資與改革教育體制勢在必行：
- 投資40億歐元推動從半天制改為「全天制小學」，讓小學生受更長時間、更多內容的教育。
- 在5年內提高教育預算25%。
- 修改《聯邦促進個人受職業教育法》（BAföG）提高就學補助、降低助學貸款的利率，讓更多年輕人有機會上大學。
- 培育重點科系，例如生物科技，資訊科技等等。

### 健康保險改革
主條目：健康保險 (德國)
立法通過並推行《法定健康保險之現代化法案》（德語：Gesetzes zur Modernisierung der Gesetzlichen Krankenversicherung, GMG），主要目的在健全收入來源、減少不必要的給付，以免健保破產，並能永續經營。法定健康保險，留德的中文使用人士慣稱「公保」，但其實是任何私人保險公司，只要符合法定規格的都用此名稱。
- 許多給付項目被刪除。
- 醫療費用透明化：帳單上羅列出詳細的醫療費用，避免浮報。
- 電子保險卡的使用，內有被保險人的資料以避免不必要的醫療診察浪費，但被保險人的資料同時也會受到相當的隱私保護。
- 啟用住院療程的自付額，每天最少10歐元，一般人一年的自付額超過稅前收入2%者可以抵稅（報稅時自行附單據證明）；慢性病患為1%。
- 每一季第一次掛號時要付10歐元掛號費（但2013年1月1日起廢除此項）。
- 牙醫和長期（6週以上）傷病的代工資津貼，不再是必要保險項目，而是由受僱人自由選擇參加與否。這項改變的目的是降低法定保險費率（2003年是14.4%，計畫降低到13%），當然也因此降低雇主的薪資附加費用（德语：Lohnnebenkosten）。不過降低費率的計畫並未實現，2009年時甚至調高為15.5%；只有雇主負擔在比例上調低了，原本雇主與受僱人各半，2009年起雇主為7.3%，受僱人為8.2%。

### 法定退休保險
主條目：退休保險 (德國)
法定退休保險（德語：Gesetzliche Rentenversicherung），任何受薪階級皆有義務加保。此外，只要被德國法看作勞動力（未因傷病退出勞動市場，或者持有工作許可的外國人），即使當前未具備加保義務，也可以自願加保。
改革目標與健保相同：健全收入來源、減少不必要的給付，以免退休基金破產，並能永續經營。
- 計畫將法定退休保險的費率固定在19.5%。但這計畫只從2003初到2006年底實現，之後曾提高也曾低於此數字。目前（2013年）為18.9%。
- 削減與退休照護無關的給付。
- 配合人口老化，逐年將退休年齡從63歲提高至67歲。
- 在退休金公式中加入「永續經營因子（德语：Nachhaltigkeitsfaktor）」,讓當年({\displaystyle t})可領取的退休金依據前二年({\displaystyle t-2})到前一年({\displaystyle t-1})間領退休金總人口與繳納退休保險費總人口的比例變化，每年都微幅調整，以避免在老化的社會中繳納保費的工作中人口負擔過大。

### 家庭政策
- 增加對未滿3歲幼兒照護的投資，擴充托兒所容量。針對3歲以上兒童，增加全天制幼稚園（德語：Vollzeit-Kita）的容量，以方便父母皆維持全職工作。
- 托兒支出列為所得稅扣抵項目，包括托兒所和請家庭褓姆。
- 鼓勵生育，生越多領越多：提高一般家庭皆可領的「子女津貼（德语：Kindergeld）」的金額（前兩個孩子每人每月184歐元，第三個孩子為190歐元，第四個孩子起為215歐元）[11]和領取年限（到子女滿18歲，繼續就學者到25歲）[12]。低收入家庭還有額外的「子女加給（德语：Kinderzuschlag）」。
- 單親家庭的所得稅中，扶養子女特別扣除額提高到1308歐元[13]。

## 批評

### 福利国家的沉淪
對《議程2010》的第一道批評发生在2003年5月23日：400位學者連署呼籲「要改革福利國家，不要解組福利国家－－要對抗失業，不要處罰失業！」 之後並不斷有學者加入連署。
2003年還有另一些反對的聲音，他們指責《議程2010》是在「破壞既有的社會公平和社會正義」，並要求「所有的全職工作都短一點」。也有質疑「Hartz IV－讓勞動市場更能迎向未來的改革？還是向大量失業投降？請給所有人一個新的工作條件」。
2003年10月，萊比錫大學經濟學教授Spiridon Paraskewopoulos就公開質疑：《議程2010》是否真能推動「經濟體系改造」？他指出德國經濟狀況：「近來的數據顯示德國已取代美國成為世界第一出口國，這表示德國擁有強勁的競爭力，在世界貿易中佔有優勢。然而這些幫助德國成功迄今的經濟秩序架構，在一些所謂專家的眼中，在聯邦政府的眼中，在在野黨和媒體的眼中，卻已不適於處理今日的問題。 [...] 他們還說，德國的國民經濟不再能維持目前看來是德國歷史上最成功的經濟體系和社會安全體系。」
社會民主黨內部的反對聲浪則匯聚成Albrecht Müller主筆的《改革謊言》（德語：Die Reformlüge）一書。

### 讓失業者更難生存
「失業金一」（德語：Arbeitslosengeld I）縮短為（原則上）上限12個月，一年之後若仍失業，就只能領取跟流浪漢一樣名義的「基本安定津貼」（俗稱「哈茨四」，分為四類：有工作意願的失業者領取的叫「失業金二」（德語：Arbeitslosengeld II），流浪漢領取的是「社會救助」（德語：Sozialhilfe），但給付水準相同）。這逼著有尊嚴的失業者，若不想被國家看作跟流浪漢同等級，就得退出職業生涯回歸家庭（尤其女性），或者只好去接受低薪工作。年紀越大受影響越深，因為年紀越大轉職難度越高，而原先工作領域的景氣往往不是一年之內就能回復。此外，制度設計之目標：透過良好的政府就業輔導而提高仲介成功率，必須以市場上的職缺皆有適當薪資為前提；而這前提一如以往地不存在。隨著勞動市場改革方案，政府對失業者的每日生活監控越來越深（例如：離開戶籍地時必須報備，每週必須投遞規定份數的履歷）；一方面，失業者因此感覺被政府鄙視；另一方面，政府就業輔導部門官僚作業的緩慢也日增。有鑑於此，反對者要求引進基本工資的呼聲也就愈烈。
而《議程2010》裡將「失業」一詞重新定義，也造成失業率似乎下降的假象。依據德國《社會法第3部》第16條（页面存档备份，存于），失業是指「有工作能力，且有工作意願，且現在無業者」；而有工作意願的證明是，「在聯邦勞動局登記為失業」（以便開始接受政府的就業輔導），這也是官方失業率數字的來源。然而，許多失業者沒有向政府登記為失業，也因此根本沒領取「失業金一」。之所以不登記，考慮的點主要在於：
1. 一登記失業之後，在領取「失業金一」的階段，國家就會開始監控失業者的日常生活，離開居住城市、旅遊都必須報備。
2. 進入「失業金二」的階段，更必須揭露財產狀態，還有每個月必須投履歷份數、求職次數的要求；不得拒絕政府指派的短期工作（例如掃街）；若有任何僱主願意雇用，皆不得拒絕。（見本文#勞動市場一節）
3. 德國社會仍有濃厚的傳統思維，一個人若失業過久，代表其能力或態度有問題，企業不愛用。而在Hartz IV（失業金二）政策出爐後，領取Hartz IV在庶民觀念中等於廢人，更是找不到工作、永世不得翻身的保證[20]。因此許多人即使失業也不願意向政府登記，怕履歷表不好看。

所以在《議程2010》的新定義之下，失業率的下降並非都是找到了工作。有人出於隱私或尊嚴的考量不申報失業，有人乾脆退出職場、退回家庭。
雖然「哈茨四」的規定中對於不努力找工作的人有懲罰：每個月都必須去一定份數工作應徵，以及接受JobCenter安排的職訓。若有雇主願意提供工作卻不去，或是若拒絕職訓，第一次拒絕者扣每個月津貼30%，第二次扣每個月60%，第三次拒絕就沒錢領了，只剩下必要的租屋和暖氣補貼。然而就算如此以懲罰相逼，根據聯邦勞動局的統計，自2005年此法案實施以來，每年都有400-500萬人領取「哈茨四」，其中有108萬人從那時到現在都還在領取每月兩三百歐元的生活費，也就是長期失業難以就業。

### 讓在職者風險加大
一個經常被提出的批評是：降低的失業率數字，是用許多行業裡在職者的風險提高所換來的。因為《議程2010》大幅擴張了勞動派遣的合法範圍。   尤其是刪除了派遣契約的時間限制，使得派遣工作這種高風險的勞僱關係變成長期的理所當然。勞動派遣可以大幅節省雇主的人事費用，因此「喜愛日廣」。 派遣勞工從2003年的32萬人，急速上升到2011年的90萬人（見德文維基：Arbeitnehmerüberlassung）。人們批評社會民主黨：這已不再是社會民主的政策。
近來因為派遣制度的擴大適用，而陸續爆發Schlecker醜聞和Amazon.de醜聞。總部在德國、分店遍及全歐的連鎖藥妝店Schlecker，在2008-2011年間將大部分基層正職員工開除（約4300人），設立派遣子公司，用派遣的方式雇回同一批人，藉此降低薪資、減少社會保險和健保的雇主負擔；醜聞爆發後Schlecker於2012年倒閉。網路商店Amazon.de於2013年2月被證實，在物流中心裡除管理階層外，幾乎只僱用低薪的派遣工，經常性的超時工作，以及不人道的、納粹集中營方式的保全管理；新聞爆發後Amazon.de迅速更換了保全公司，但一個月後表示仍要繼續使用派遣工。

### 對社會安全福利體系的負面影響
工會和許多社會團體指責《議程2010》的架構是嚴重侵蝕「社會國」這個德國的立國原則。
2007年12月，位於柏林的德國經濟研究所（DIW）在一份針對「第二類失業金」（德語：Arbeitslosengeld II, Alg 2）的研究中得出：「將失業扶助與社會救助一起放在基本安定津貼制度中，意味著對於半數以上人的收入削減。大概只有1/3的人因為這次改革而改善個人的經濟狀況。[…] 領取津貼者落入貧窮線的比例，在改革前大約一半，改革後變成了2/3。」亦即：把長期（一年以上）失業者與需要社會救助者等同處理，導致貧窮人數的擴大。
許多批評者認為，《議程2010》所規劃的措施只能短期解決退休基金和健保基金入不敷出的問題，真正能長期解決問題的是更多的工作位置，以提高各個社會安全基金的繳費人數。而要提高職缺，應該降低薪資附加費用。
在健保改革的方面，經常被講的關鍵字是「次等醫療」，某些疾病甚至病患得自己付錢才能取得最重要的醫療。反之，支持《議程2010》的政府和在野黨說：醫療的基本照護一如往常地獲得確保。

### 在歐元區造成惡性競爭，工資傾銷
左派人士提出的指責是，《議程2010》的勞動市場政策助長了歐元區不穩定。單面向地提高出口競爭力，而沒有配合提高工資（例：擴大派遣工的合法範圍），導致在歐元區內不公平的競爭，也讓投資人對歐元區其它國家減弱信心，儘管它們並未推出使社會解組的政策。助長「工資傾銷」，是哈茨方案反對者最常用來責備政府的理由之一。甚至政府、國會自己都帶頭示範，雇用派遣工當文書人員，給予低工資（OECD定義：低於該國薪資中位數的2/3以下），這些人甚至必須倚賴「哈茨四」的補貼，才能把收入「墊高」（德語：aufstocken）到370歐元/月（2013年起為382歐元），才勉強可度日。

### 打擊消費者信心
批評者主張，《議程2010》運作至今，也給消費市場帶來不良後果。例如德國金融時報的經濟首席記者Thomas Fricke在他主筆的專欄中主張：《議程2010》對經濟力道只有「相當有限的」提升，但同時帶來更多的「附加傷害」，例如消費者害怕成為「Hartz-IV」（基本安定津貼）的領取者，而對消費轉趨保守；這使得經濟成長力道再次弱化。

## 五年的影響與成效評估

### 社會民主黨分裂與失去政權
雖然是否持平而論《議程2010》所帶來的才是一個（即使經濟強勁如德國的）社會負擔得起的社會安全體系，這類長期效果仍待評估，但因為上述的勞工處境劣化、社會保險給付削減等等，都是在《議程2010》實施後短期看得到的影響，使得《議程2010》被許多社會主義傾向的人、尤其被社會民主黨的基層視為偏離社會民主路線。
- 2003年4月，《議程2010》宣佈不到一個月，社會民主黨的12位國會議員、多位邦議員不滿而脫黨，使得該黨在國會原本即勉強過半的席次不再過半。[32][8]
- 《議程2010》實施後兩年間加速流失十萬黨員。
- 2005年1月，一部分親工會的黨員離開成立新政黨「勞動與社會正義的替代選項黨」（德語：Wahlalternative Arbeit und soziale Gerechtigkeit, WASG）。
- 2005年5月，前黨主席Oskar Lafontaine認為黨已背棄社會民主路線而退黨。
- 2005年9月的國會大選後，社會民主黨雖仍是國會第一大黨，但已小於總是在國會聯合的基督教政黨聯盟（德语：Unionsparteien）之合計席次，因此只能受其邀請共組「大執政聯盟」，不再由社會民主黨人出任聯邦總理。附帶一提，自此時開始，總理即為德國基督教民主聯盟的安格拉·梅克爾女士。
- 2007年6月，分裂出去的WASG與其它左派政黨合組「左黨」（德語：Die Linke）。
- 2009年9月的第17屆國會選舉後，CDU/CSU與自由民主黨（德語：FDP）共組執政聯盟，社會民主黨成為最大的在野黨。

雖然社會民主黨在德國失去政權，但法國卻急著向施洛德、向《議程2010》學習。法國第23任總統尼古拉·薩科齊在競選連任時，特地邀請施洛德到總統官邸作客，請教振興經濟的良藥。不過薩科齊後來敗選，未能連任成功。
社會民主黨內部，由於「不社會民主」的批評以及眾叛親離的下場，長年羞於擁抱《議程2010》的成果，敢公開主張這是社民黨功勞的黨領導階層寥寥可數。反而是2005年時打敗他們的基督教民主聯盟（CDU），以及其黨主席即現任德國總理梅克爾，因為德國經濟表現亮眼而在歐洲政壇呼風喚雨。直到2013年，《議程2010》屆滿10週年時，才敢公開大肆慶祝。

### 勞動市場和經濟成長
《議程2010》五週年時，2008年的幾份政策評估報告指出，《議程2010》對於促進就業有持續的正面效果。
例如2008年3月，《議程2010》5週年時，位於柏林的德國經濟研究所（DIW）提出一份評估報告，作者Brenke和Zimmermann指出：「雖然今日的經濟成長力道不若以前強勁...但就業狀況相比工作量來說已有改善...失業率也下降了」。他們也說：「特別明顯的是，長期失業的情況明顯減少－－與以往的經濟循環相較，這是個新現象。」「這幾年德國強勁的經濟動能，創造出來的主要是有社會保險義務的全職或半職工作，而迷你工作幾乎沒有增加。」「以往最成問題的年齡層，亦即勞動市場上的年輕人和較老的人，失業率也超出平均水準地降低。」「這些改變不能歸因於景氣循環，也不能說是政府短期擴大就業方案或就學進修方案（全職學生不計入勞動力）而使就業數字暫時美化，因為實際上這些措施是大幅減少的。」「如果這些都不是原因，失業率的全面下降，就是《議程2010》的功勞了」。
2011年12月，一份來自台灣的研究指出，《議程2010》實施後GDP短降長升，失業率短升長降，二者在歐洲傲視群倫，可視為《議程2010》的成功之處。但這是用受薪階級平均薪資降低（工會妥協，降薪以換取不解僱），迷你工作（月薪400歐元以下（2013起調為450歐元以下）的零工）的人數大增以及貧富差距擴大，尤其性別差距（迷你工作者2/3為女性）和族群差距（外籍移民從事迷你工作的比例高）換來的。簡言之，「社會福利向經濟發展妥協讓出優先順位」，「用犧牲弱勢團體補助和加重中低階層的負擔做為實質減少政府負擔的手段」，德國的政治傳統，「社會福利國的體制與願景，再一次於市場經濟和現實的合力打擊下碎落一地」。
2012年11月，德國聯邦家庭部委託的研究也在就業和受薪的性別差距方面得出負面結論：「迷你工作（Minijob）不是如同當初設想的，成為通往全職工作的橋樑，而是將500萬人綁在終身的低收入、經濟上無能為力。」「只有14%後來找到全職工作，26%找到半職（每週20小時以上）工作。剩下超過50%的人，只能一輩子從事迷你工作。」「迷你工作的從業者2/3是婦女，而對婦女來說，這使她們只能更加依賴配偶，失去許多自由...不敢離婚的老年退休金也比有全職工作的丈夫低很多。」

## 十週年的回顧與檢討
2013年3月，《議程2010》實施滿10年，政府、政黨、研究機構、媒體紛紛提出回顧與討論。

### 概括認為成功
3月13日，啟動《議程2010》的德國前總理施洛德（2005年卸任後已退出政壇）受邀訪問社會民主黨的國會黨團時，在主議題之外也談論到十週年得失：
- 施洛德認為，《議程2010》迄今仍是正確的，其精神和原則不可放棄，但細節則可以討論：「有些部分當時我應該做不同規定的」。
- 關於勞動派遣之擴大適用，施洛德如同當時認為是正確的，不同的是他現在也認同派遣工與正職應有相當的待遇，僅按工時比例調整。
- 討論中社民黨國會黨團主席施泰因邁爾（德語：Frank-Walter Steinmeier）稱讚《議程2010》「給了德國前進的動力」，「是關鍵的改變，讓德國今日能明顯勝過鄰國。如果施洛德當年勇氣不足，今天的德國就會像歐洲其它國家一樣了。」

同日，德國杜伊斯堡-埃森大學的政治學教授Karl-Rudolf Korte接受德國廣播電台專訪時表示：「從經濟上來看，的確可以說《議程2010》改善了德國的經濟體質，提升並確保了全民福祉」。「由一個正好是左派政黨的社會民主黨、一位正好是社會民主黨人出任之聯邦總理，來削減社會福利體制，並非偶然。從世界歷史上的大事件看來反而是很合理的，因為他們才看得到自己政黨的路線若極端貫徹下去會帶來什麼不良後果，也只有他們才有地位去推動政黨轉型。」「如果當時什麼都沒做，德國的社會福利體制也撐不到今日。」

### 概括認為失敗
3月12日，在施洛德拜訪社會民主黨國會黨團的同一天，一部分成員分裂自社會民主黨的左黨一貫地抨擊《議程2010》是錯誤的政策，「帶來了在德國歷史上空前絕後的社會國之瓦解」，「社民黨現在的選舉政見都是為這後果縫縫補補擦屁股」。
同日，傾左立場的taz報紙批評：「《議程2010》和執政聯盟的稅改，只是減輕企業主和頂級收入族群的負擔，同時縮減了給中產階級失業時的補助。」
3月14日，一些當年向社會民主黨提出異議請願書的黨員或前黨員，接受南德日報（德語：Süddeutsche Zeitung）訪問時表示：他們認為《議程2010》經過十年的表現和修補，證明仍是錯的。現今仍為社民黨國會議員的Klaus Barthel評價說：「好的部分是：能源結構轉型，全天制幼稚園，育兒補助，教育補助」；「但勞動市場改革儘管一再推出修補，仍是讓情況變糟 」；「所謂的勞動市場彈性化，結果加速、加深了整個社會的貧富差距，受薪階級的不安定，與貧窮化」；「在稅制、退休金、健保體系方面的社會傾斜倒是越來越完善了」。

### 綜合評論
《南德日報》2013年3月9日細數《議程2010》十年來的成敗：
- Hartz I的勞動派遣制度：PSA（政府的人力派遣部門）成效不章，很快在2006年不再補助。 但《議程2010》放寬勞動派遣的下場，派遣勞工從2003年的32萬人（大概20年期間的發展），急速上升到2011年的90萬人。雖然乍看之下是多了60萬的就業人口，但這之間資方大砍正職（穩定、有保障）然後用派遣代替，以及根據調查，90萬裡的一半以上是因為第一份正職收入太低（這10年之間平均薪資下降），只好接受派遣賺外快。所以是好是壞還很難說。
- Hartz II的一人公司制度：政府給予補貼，鼓勵失業者自行創業的一人小公司。但成效不彰，因為濫設嚴重，2003年到2004年就有28萬8千家一人公司成立，其中大多不能營利，只靠政府補貼度日，成為變相的失業救濟金。很快在2006年廢除補貼制度，對長期失業者改發真正的「第二類失業金（德语：Arbeitslosengeld II）」。
- Hartz II留到今日的是迷你工作的門戶大開：2003年首先將迷你工作的薪資上限從325歐元調高到400歐元，2013年又調高至450歐元。相應的，迷你工作者從2002年的140萬人，躍升到2012年的750萬人，其中大約500萬人是只有迷你工作，剩下的約250萬人則是把迷你工作當兼差。資方因為稅費的節省而愛用迷你工作者，同樣導致正職位置的減少；而迷你工作從事者很少被提拔為正職，想在勞動市場上找正職工作又找不到，只能長期淪落低收入戶；其中又有2/3是女性，更助長了職場的性別差距和貧富差距。[37]
- Hartz III是被公認比較成功的：德國聯邦勞動局（德语：Bundesagentur für Arbeit）的組織改造、效率提升。
- Hartz IV是成是敗則充滿爭議：雖然隨著它的實施，德國開啟了21世紀的「就業奇蹟」，失業者從400萬降到200萬，長期失業者從160萬降到100萬，相應地失業保險金的費率得以從6.5%降到3%，進一步減輕了受僱人和雇主的負擔。然而，因為縮短了剛失業者所領取「第一類失業金」的給付期限，而且大幅調降了長期失業者所領取「第二類失業金」的水準，逼得許多人在一年內必須接受工作，任何工作，即使是低薪、派遣、或Minijob；另一方面，落入「第二類失業金」的人對於聯邦勞動局所核定的補貼金額過低，甚至不能溫飽，而屢起爭訟，迄今德國已擴充聯邦社會法院的法官數一倍，案件量卻越堆越高，2012年底已超過20萬件在排隊等判決。[42]「Hartz IV」措施的成敗尚被各方爭論中，但「Hartz IV」一詞在德國已成為貧窮、降級（社會階級）的代名詞。

《明鏡online》諷刺道：「誰能想到，Hartz IV真的能創造工作！至少在社會法院，因為每18分鐘，柏林就有一個就業中心（JobCenter）被告，郵差和收發室人員忙進忙出，工作好多。」

### 爭議：有無擴大就業市場
前面提到，《議程2010》十年來，有108萬人從2005至2013都在領「Hartz IV」，找不到工作。德國左派黨批評：問題不在於他們不認真找工作或懶惰不工作，而是就業市場的工作量就是不夠多；以Sachsen-Anhalt邦為例，依據該邦政府的統計資料，從2000年到2011年，總工時甚至還下降了11%；沒有更多的工作位置，怎麼養更多人？
關於就業市場的總工作量，宏觀經濟與景氣研究所（德語：Instituts für Makroökonomie und Konjunktur (IMK)）2013年3月號的期刊論文指出：跟1994年相比，德國的總工作量（以總工時衡量）沒有增加，但就業總人口增加了，這是透過重新分配工作，也就是用降低平均每人工時的方式，達到了明顯的就業增加。就具體現象而言，全職的崗位變少，半職、零工、自由業的崗位變多。
對於這個分析，法蘭克福大眾報（德語：Frankfurter Allgemeine）反駁道：不應該跟1994的數字比較，而是應該看實施《議程2010》的2003年以來改變多少－－總工時增加了4%。但法蘭克福大眾報的評論員也承認：儘管《議程2010》實施以來德國就業市場的工作量增加了（理論上可以餵養更多職位），但增加的就業類型卻是半職、兼職、零工等較多，而且這些部門多是女性；此外，高薪的職位每人平均工時下降較多，低薪職位下降較少，這意味著長時間工作的不平等現象加強了（上閒下苦）。但法蘭克福大眾報的立場是看好這樣的「不平等」：「工時的不平等，正顯示出就業市場的個人化，工時能被量身訂做。」「部分工時的職位，讓人們可以選擇家庭和工作之間的平衡。」「婦女就業增加了，打破以往家庭以男性就業為常態的現象，難道不好嗎？」「工會不也是一直要求縮短每週工時嗎？」「不管怎麼說，事實都是《議程2010》增加了就業人數，也增加了就業市場總工作量。」
然而若更深入閱讀宏觀經濟與景氣研究所的該篇論文，便能得知法蘭克福大眾報的（不正確）批評是基於對經濟分析理論的不熟稔：
1. 之所以必須看1994年的就業數字，是因為那是兩德統一後的失業高峰、就業低點；自那之後德國的全職就業人數就開始上升，雖因著景氣而有升降，但上升趨勢是不變的。也就是說，2003年開始的就業增加，並沒有超出這個趨勢。（該文圖2）
2. 由於經濟發展裡有景氣循環因素，景氣起落以好幾年為一循環，所以如果要評價一項政策對於經濟發展有正面影響，應該拿政策實施前與後的景氣循環，復甦期與復甦期比較，衰退期與衰退期比較，如果政策實施後顯著優於實施前，才能稱為政策的貢獻。
3. 在這樣的分析脈絡中，該論文指出：同在景氣復甦期，《議程2010》和《哈茨方案》實施後的就業成長反而是微幅遜於政策實施前；其使用的指標例如經濟成長率每1%帶來的就業增加，也就是經濟學上所謂的「就業密度」（德語：Beschäftigungsintensivität），政策前微幅優於政策後。（該文圖5）
4. 值得注意的是景氣衰退期的比較：《議程2010》實施後遇到了1930年代經濟大蕭條以來最慘的2008/2009金融風暴，如果按照以前的經驗，失業率應該會大幅飆高，然而德國的實際發展這段期間就業率甚至微幅上升－－但這也不是勞動市場改革方案的功勞，因為這些改革方案之目標正好相反，是要讓雇用和解僱都更有彈性，換句話說，景氣復甦時快速雇用員工（失業率應該迅速降低），景氣衰退時快速解僱（所以失業率應該飆高）。
5. 因此可以歸結：《議程2010》和《哈茨方案》實施後的就業成長，是景氣循環現象，而不是政策貢獻，甚至這些政策帶來了微幅的負影響。更精確說，因為《哈茨方案》四個方案全部上路的2005年Q1，正是2001年Q1開始的景氣衰退期終點，2005年Q2開始了新一循環的景氣復甦，就算沒有《議程2010》，就業率也會在這時候開始成長，甚至如果沒有《議程2010》，成長幅度預期還會更高一點。
6. 如果景氣衰退期的失業率沒有飆高、甚至就業還微幅上升，不是《議程2010》和《哈茨方案》的功勞，那是誰的功勞？該報告認為主要有兩個因素：

一，施洛德卸任之後的紅綠執政聯盟，亦即梅克爾總理領導的政府，在面臨2008金融危機時，在勞動市場政策上改變路線，改主打「就業安定措施」（德語：Jobsicherung oder Stabilisierungspolitik），例如要件放寬的「短工津貼制度」，讓企業在訂單減少的時候不一定要裁員。
二，企業內部，主要是大企業，透過與工會協商達成的工時彈性化策略，亦即「工時帳戶制」（德語：Arbeitszeitkonto），這讓企業在訂單多的時候能獲得員工同意加班，而不需明顯增加人事成本，增加了利潤，也是使景氣復甦能持續更久的原因；在景氣衰退期則主要是員工獲利，因為他們不容易被解僱，收入也沒有減少，工時還減少了。政府的就業安定措施加上企業內部的工時帳戶制，不只直接穩定了就業，也避免不景氣時因為失業潮而使消費者陷入保守。製造業的失業若能較不受景氣衰退影響而飆高，危機也就不易蔓延到服務業。與國際相較，德國因此能迅速從不景氣中復元，並因為裁員少，有經驗的員工留在崗位上，待景氣復甦、工作量大增時，就能迅速因應，比別國站在更好的起跑點上。
附帶一提的是：德國這些「在企業內部逆著景氣操作」的措施，歷史悠久，乃建立在政府、勞方、資方的三方政治傳統上。例如德國早在20多年前就有工時帳戶制，短工制度的歷史更是超過半世紀，因此都不能算是《議程2010》和《哈茨方案》的貢獻，甚至是與它們在精神上背道而馳的措施（就業安定 vs. 僱用彈性）。

### 所得分配不均的指控
上述宏觀經濟與景氣研究所的論文也指出了，德國經濟和勞動市場現在雖然有所得分配不均的問題：經濟成長的果實比較多被資方收割，勞方甚至有平均薪資下降的趨勢。不過該文反而為政策做了一些辯駁：這並不是一般人以為的「《議程2010》和《哈茨方案》害的」，因為這趨勢早在兩個景氣循環之前就開始了，那大概是1996年之前。

### 始終是新自由主義的陰謀
一份比較另類的十週年批判，來自德國的「茉莉花革命」網站（茉莉花革命的原本概念），它敘述了一個陰謀論的故事：
《議程2010》的幕後最大推手不是施洛德、不是哈茨，而是智庫「貝塔斯曼基金會」。它的正確名稱應該叫做「孟恩家族財團基金會」，因為基金會由億萬富豪孟恩家族（Family Mohn）把持，是德國最有錢的基金會，同時也是德國最大的媒體財團、最有力的國會說客、政治公關組織、柏林政壇的影武者；它旗下有好幾間德國閱聽率最高的電視（RTL、n-tv）、報紙（Spiegel）、新聞雜誌（Spiegel、Stern）。基金會偽裝成中立的智庫，長年利用旗下媒體散佈新自由主義的思想，潛移默化，等著耳根子軟的政客、政黨、民眾上勾。從1990年代，這基金會就不動聲色地接近傳統左傾的社會民主黨、綠黨、工會，資助以及安排酬庸；據說他們的計畫是：「讓不知不覺已變成新自由主義信徒的社會民主黨總理來攻擊德國傳統的社會國願景和高昂工資，絕對比右派總理容易得多。」所以自施洛德1998挑戰總理位置開始，RTL、n-tv、Stern、Spiegel就不著聲色地吹捧他的才能。
在哈茨方案研議前，2000年世紀之交前後，貝特曼基金會就以智庫角色提出數篇研究報告，直指社會救助和失業救助必須劃一處理。「哈茨一到四方案」都有貝特曼基金會的參與，雖然有另一個智庫McKinsey的參與，但它其實也是孟恩媒體集團的御用顧問。親資方的媒體內容，經過數年的宣傳，讓德國原本強調濟弱扶傾、社會團結的就業市場理念慢慢瓦解，就連百年來站在勞工立場的社會民主黨，以及反環境剝削、反勞動剝削的綠黨，都開始認為勞動市場的改革是必要的，聯手推動起《議程2010》和《哈茨方案》。
時至今日，德國勞工領取OECD組織定義的低工資者（該國全職工作者薪資中位數的2/3以下，是一個兼有衡量貧富差距功能的指標。以德國2010水準來說，毛薪資每月1800歐元以下者為低工資），已佔了勞動力的22%。表現亮眼的德國低失業率，其實有一百萬人（根據德文維基條目Niedriglohn的數字，精確來說是138萬人）是在國家削減津貼的威脅下只好去接受低工資的工作，Minijob或勞動派遣，他們的收入可憐到還必須靠「哈茨四」的補貼來「墊高」（德語：aufstocken）到370歐元/月（2013年調為382歐元），才能度日；然後這些業者還可以因為「拯救失業」而領取政府的補助金，在剝削勞工之外多賺一筆。肥得流油的富豪們，財產、遺產和所得稅都扶搖直上，梅克爾總理甚至還想再提高他們的數字，再降低社福支出。而真正在工作產出的勞動大眾，薪資被一壓再壓，讓他們養家活口的工作位置被一砍再砍，當他們失業時，陪伴他們撐過去的社福經費降低了40%；同時奢侈品產業的股票越漲越高，昂貴的私人醫院大發利市，卻有越來越多百姓接受不到足夠的醫療。
該文結語：德國今日的社會現實，本身就是違反人權的。

## 註腳
1. 1 2 3  陳蓓（德國科隆大學經濟研究所研究）. . 新社會政策雙月刊 (台灣新社會智庫). 2011年12月  [2013-03-20].[永久]
2. ↑  . 天下雜誌 482. 2011年10月  [2013-03-31]. （原始内容存档于2012-01-06）.
3. 1 2 3  Thomas Öchsner. . Süddeutsche Zeitung. 2013-03-09  [2013-03-21]. （原始内容存档于2013-03-27）.
4. ↑  Florian Rötzer: Ohne Bertelsmann geht nichts mehr. （页面存档备份，存于）. Telepolis, 9. November 2004
5. ↑  Frank Böckelmann, Hersch Fischler: Bertelsmann: Hinter der Fassade des Medienimperiums. 2004, ISBN 978-3-8218-5551-6
6. ↑  . YouTube. PHOENIX（德國公共電視台之一）. 2003-03-14  [2013-03-23]. （原始内容存档于2013-12-29）.
. Eine Republik wird umgebaut - 10 Jahre Agenda 2010 (Teil 1). FIGARO Das Kulturradio. 2003-03-14  [2013-03-23]. （原始内容存档于2013-03-15）.
 (PDF). Stenografischer Bericht, 32. Sitzung. Deutscher Bundestag. 2003-03-14  [2013-03-23]. （原始内容存档 (PDF)于2014-02-24）.
7. ↑  . ARTE JOURNAL. 2013-03-13  [2013-03-23]. （原始内容存档于2015-09-30）.
8. 1 2 3  . 2013-03-14  [2013-03-21]. （原始内容存档于2013-03-17）.
9. ↑  Deutscher Bundestag Stenografischer Bericht 4. Sitzung （页面存档备份，存于）. Plenarprotokoll 16/4, 30. November 2005, S. 78.
10. 1 2  電視節目：Hartz IV十週年，改革把我們帶到哪裡去？（一個難以翻身的例子，一個開創新人生的例子）：. RTL電視台. 2013-03-14  [2013-03-23]. （原始内容存档于2013-03-23）.
11. ↑  . Bundesagentur für Arbeit（德國聯邦勞動局）.   [2013-04-30]. （原始内容存档于2013-05-02）.
12. ↑  . Bundesministerium für Familie, Senioren, Frauen und Jugend（德國聯邦家庭、老人、婦女、少年部）. 2012-01-01  [2013-04-30]. （原始内容存档于2013-05-03）.
13. ↑  .   [2013-03-21]. （原始内容存档于2012-12-17）.
14. ↑  Aufruf von über 400 Wissenschaftlerinnen und Wissenschaftlern vom 23. Mai 2003: （页面存档备份，存于） Sozialstaat reformieren statt abbauen – Arbeitslosigkeit bekämpfen statt Arbeitslose bestrafen!
15. ↑  Aufruf: （页面存档备份，存于） Hartz IV - zukunftsfähige "Reform" am Arbeitsmarkt oder Kapitulation vor der Massenarbeitslosigkeit? Einspruch zugunsten von Arbeit für alle zu neuen Bedingungen aus dem Jahre 2003
16. ↑  Spiridon Paraskewopoulos: Kritische Anmerkungen zur gegenwärtigen Wirtschaftspolitik „Agenda 2010“. Vortrag vom 20. Oktober 2003, S. 8.
17. ↑  Albrecht Müller. . Droemer. 2004-08-24. ISBN 978-3426273449.
18. 1 2 3  Christian Rath. . 2013-03-12  [2013-03-20].
19. ↑  .   [2013-03-21]. （原始内容存档于2013-03-27）.
20. ↑  根據聯邦勞動局2013年初的統計，自2005年此法案實施以來，每年都有400-500萬人領取「哈茨四」，其中有108萬人從那時到現在都還在領取每月兩三百歐元的生活費，也就是長期失業難以就業。
. SPIEGEL ONLINE. 2013-03-07  [2013-03-29]. （原始内容存档于2013-03-24）.
. Frankfurter Allgemeine. 2013-03-13  [2013-03-27]. （原始内容存档于2013-03-30）.
中譯版：. 披星戴月 後知後覺. 2013-03-27  [2013-03-29].[]
21. ↑  . SPIEGEL ONLINE. 2013-03-07  [2013-03-29]. （原始内容存档于2013-03-24）.
22. ↑  . Frankfurter Allgemeine. 2013-03-13  [2013-03-27]. （原始内容存档于2013-03-30）.
中譯版：. 披星戴月 後知後覺. 2013-03-27  [2013-03-29].[]
23. ↑   Art. 7 Nr. 1 des Gesetzes zur Reform der arbeitsmarktpolitischen Instrumente (JobAQTIVGesetz) vom 10. Dezember 2001, BGBl. I, S. 3443, 3463.
24. ↑   Art. 1 Nr. 6 des Ersten Gesetzes für moderne Dienstleistungen am Arbeitsmarkt vom 23. Dezember 2002, BGBl. I, S. 4607, 4609.
25. ↑   (PDF).   [2013-03-21]. （原始内容 (PDF)存档于2012-10-14）.
26. ↑  . SPIEGEL ONLINE. 12.01.2010  [2013-03-19]. （原始内容存档于2013-05-01）.
27. ↑  . Bild.de. 2013-02-22  [2013-03-19]. （原始内容存档于2013-02-24）.
. 披星戴月 後知後覺. 2013-02-19  [2013-03-19].[永久]
28. ↑  . Frankfurter Rundschau. 2013-03-18  [2013-03-19]. （原始内容存档于2013-03-30）.
29. ↑  . 2007-12-12  [2013-03-21]. （原始内容存档于2013-02-20）.
30. ↑  . Spiegel Online. 2012-11-13  [2013-03-24]. （原始内容存档于2013-02-02）.
31. ↑  Thomas Fricke: Eine Agenda für heilige Kühe, FTD, 5. Oktober 2007, Teil 1. Thomas Fricke: Angst essen Agenda auf, FTD, 12. Oktober 2007, Teil 2 Archive.today的存檔，存档日期2012-07-30
32. ↑   (PDF).   [2013-03-21]. （原始内容存档于2013-03-20）.
33. ↑  Ralph Bollmann. . Frankfurter Allgemeine Sonntagszeitung. 2012-02-04  [2013-03-21]. （原始内容存档于2013-01-27）.
中譯版：. 反思. 2012-02-24  [2013-04-10].
34. 1 2  Klaus F. Zimmermann u.a. (Hg.) (编).  (PDF). Vierteljahrshefte zur Wirtschaftsforschung. Deutsches Institut für Wirtschaftsforschung (DIW Berlin) (Duncker & Humblot GmbH). 2008. ISBN 978-3-428-12815-0.
35. ↑  U. Blum, W. Franz, G. A. Horn, C. Logeay, C. M. Schmidt, K. F. Zimmermann: Agenda 2010 – Ein Zwischenbilanz, in: Wirtschaftsdienst, 88. Jg. (2008), H.3, S. 151 ff. (Download, PDF, 169kB) （页面存档备份，存于）
36. ↑   (PDF). Bundesministerium für Familie, Senioren, Frauen und Jugend. 2012-11-22  [2013-03-19].[永久]
37. 1 2  . Süddeutsche Zeitung. 2013-03-18  [2013-03-18]. （原始内容存档于2013-03-20）.
中譯版：. 披星戴月 後知後覺. 2013-03-18  [2013-03-18].[]
38. ↑  電視節目：那些領Hartz IV的人現在變成怎樣了？. ARD公共電視台. 2013-03-19  [2013-03-24]. （原始内容存档于2013-03-23）.
法蘭克福大眾報對這個節目中各方說詞的分析批判：. Frankfurter Allgemeine. 2013-03-20  [2013-03-25]. （原始内容存档于2013-03-25）.
39. 1 2  . ARD. 2013-03-12  [2013-03-20]. （原始内容存档于2013-03-15）.
40. ↑  . dradio.de (Deutschlandfunk). 2013-03-13  [2013-03-20]. （原始内容存档于2013-03-15）.
41. ↑  . Süddeutsche Zeitung. 2013-03-14  [2013-03-21]. （原始内容存档于2013-03-17）.
42. ↑  . Bild.de. 2012-12-30  [2013-03-21]. （原始内容存档于2013-01-02）.
43. ↑  一些Hartz IV受領人跟JobCenter訴訟的影片，以及社會法院人事擴編的鏡頭：. Spiegel online (Der Spiegel). 2013-03-18  [2013-03-23]. （原始内容存档于2013-03-23）.
44. ↑  . Mitteldeutsche Zeitung. 2013-03-22  [2013-03-29]. （原始内容存档于2013-10-12）.
45. ↑  Holger Bonin, Gustav A. Horn, Sabine Klinger, Alexander Herzog-Stein, Daniel Ehing, Bernd Raffelhüschen. . Wirtschaftsdienst: Zeitschrift für Wirtschaftspolitik. 2013年3月  [2013-03-29]. （原始内容存档于2013-03-25）. |volume=被忽略 (帮助); |issue=被忽略 (帮助)
46. ↑  . Frankfurter Allgemeine. 2013-03-16  [2013-03-29]. （原始内容存档于2013-03-30）.
47. ↑  . www.wirtschaftsforum.de. Wirtschaftsforum Verlag. 2013-03-07  [2013-03-29].[永久]
48. ↑  . Bundesagentur für Arbeit.   [2013-03-29]. （原始内容存档于2013-05-06）.
林佳和. . 就業與勞動關係季刊. 2012, 2 (1).[永久]
49. ↑  Gustav A.Horn, Alexander Herzog-Stein. . Wirtschaftsdienst: Zeitschrift für Wirtschaftspolitik. 2013年3月, 93  [2013-03-29]. （原始内容存档于2013-03-25）.
50. ↑  Theodor Marloth. . JASMINREVOLUTION. 2013-03-20  [2013-03-23]. （原始内容存档于2013-03-25）.

## 外部連結
- LabourNet Germany: Agenda 2010 – Infos, Proteste, Kommentare（页面存档备份，存于）
- Michael Hüther und Benjamin Scharnagel: Die Agenda 2010: Eine wirtschaftspolitische Bilanz（页面存档备份，存于） (PDF; 859 kB). In: Aus Politik und Zeitgeschichte, Heft 32–33/2005, S. 23–30
- Arno Luik: Ein Putsch von ganz oben, in: stern, 21. Oktober 2004, S. 65 f. (PDF; 13 kB)
- Irene Dingeldey, Agenda 2010: Dualisierung der Arbeitsmarktpolitik. In: Aus Politik und Zeitgeschichte,Heft 48/2010, S. 18-25
- IAB-Infoplattform "Agenda 2010 - 10 Jahre Arbeitsmarktreformen" des Instituts für Arbeitsmarkt- und Berufsforschung in Nürnberg.